# Dennis Haysbert
Dennis Dexter Haysbert (n. 2 iunie 1954, San Mateo, California, SUA) este un actor american. Este cunoscut pentru rolurile sale ca jucătorul de baseball Pedro Cerrano în trilogia de filme Indienii din Cleveland (Major League), ca agentul Serviciului Secret Tim Collin în filmul thriller politic Puterea (Absolute Power), ca sergentul-major Jonas Blane în serialul dramatic de acțiune militară CBS Unitatea (The Unit), ca Dumnezeu în serialul de fantezie urbană Netflix Lucifer și ca președintele David Palmer în primele cinci sezoane din 24 de ore. A mai apărut în filmele Câmpul dragostei, Misiune de gradul zero, Obsesia, Unde ne sunt bărbații? și Departe de paradis, precum și în serialul science fiction Incorporated.

## Tinerețe
Haysbert s-a născut în San Mateo, California, ca fiul lui Gladys (născută Minor), casnică și îngrijitoare de casă, și al lui Charles Whitney Haysbert Sr., ajutor de șerif și agent de securitate la o companie aeriană. Este al optulea dintre cei nouă copii, având două surori și șase frați. Părinții lui erau din Louisiana. Haysbert a fost crescut baptist.
Haysbert a absolvit liceul San Mateo în 1972. După absolvire, având o înălțime de 1,95 m, i s-au oferit burse pentru atletism, dar a ales să studieze actoria la Academia Americană de Arte Dramatice⁠(d).

## Carieră

### Televiziune
Haysbert a jucat în cinematografie și televiziune din 1978, începând cu un rol de invitat în The White Shadow. Printre rolurile sale de televiziune se numără Lou Grant, Growing Pains, Laverne & Shirley, Echipa de șoc, Night Court, Dallas, The Incredible Hulk, Magnum, P.I., Buck Rogers in the 25th Century, Duckman și Brooklyn 99. 
În 1993, a avut un rol principal în Return to Lonesome Dove în rolul lui Cherokee Jack Jackson. În 1999, Haysbert a jucat alături de Eric Close în A doua șansă (Now and Again), care a fost anulat după un sezon.
În 2001, Haysbert a devenit proeminent când a fost distribuit în 24 de ore ca senatorul american David Palmer, care a fost primul președinte american de culoare (în contextul emisiunii) în timpul celui de-al doilea și al treilea sezon. De asemenea, a revenit ca vedetă invitată în ultimele șase episoade din sezonul 4 și primul episod din sezonul 5. A fost nominalizat la Globul de Aur și la Premiul Golden Satellite în 2002 pentru acest rol. Haysbert a declarat într-un interviu pentru emisiune că cei trei bărbați pe care îi admiră cel mai mult – Jimmy Carter, Bill Clinton și Colin Powell – întruchipează în mod colectiv ideea lui despre cum ar trebui să fie un președinte. Haysbert a crezut că interpretarea lui David Palmer în 24 de ore l-a ajutat pe Barack Obama – pe care Haysbert l-a susținut – să fie nominalizat la prezidențiale din parte Partidului Democrat în 2008.
Haysbert a fost primul actor care a interpretat personajul DC Comics Kilowog, membru al Green Lantern Corps, într-un mediu în afara benzilor desenate. El a interpretat vocea lui Kilowog în diferite episoade din Liga Dreptății și Liga Dreptății fără limite. La 4 martie 2006, Haysbert a jucat în episodul Saturday Night Live găzduit de Natalie Portman în calitate de gazda unui desen animat TV Funhouse cu acțiune live, numit „Belated Black History Moment”. În rolul său, Haysbert a adus un omagiu desenelor fictive de scurtă durată de sâmbătă dimineața, cu personaje de culoare, cum ar fi Ladysmith Black Mambazo⁠(d) în Outer Space. L-a interpretat și pe Nelson Mandela în Culoarea libertății (Goodbye Bafana) (lansat și ca The Color of Freedom). 
Haysbert a interpretat personajul principal, sergentul major Jonas Blane, în drama militară de acțiune CBS Unitatea (The Unit).
El a găzduit și a narat prezentarea Military History Channel a Secretelor de la Pearl Harbor (Secrets of Pearl Harbor), care a documentat scufundările sale cu o echipă de filmare pe navele de război japoneze și americane din perioada celui de-al Doilea Război Mondial în Teatrul Oceanului Pacific. 

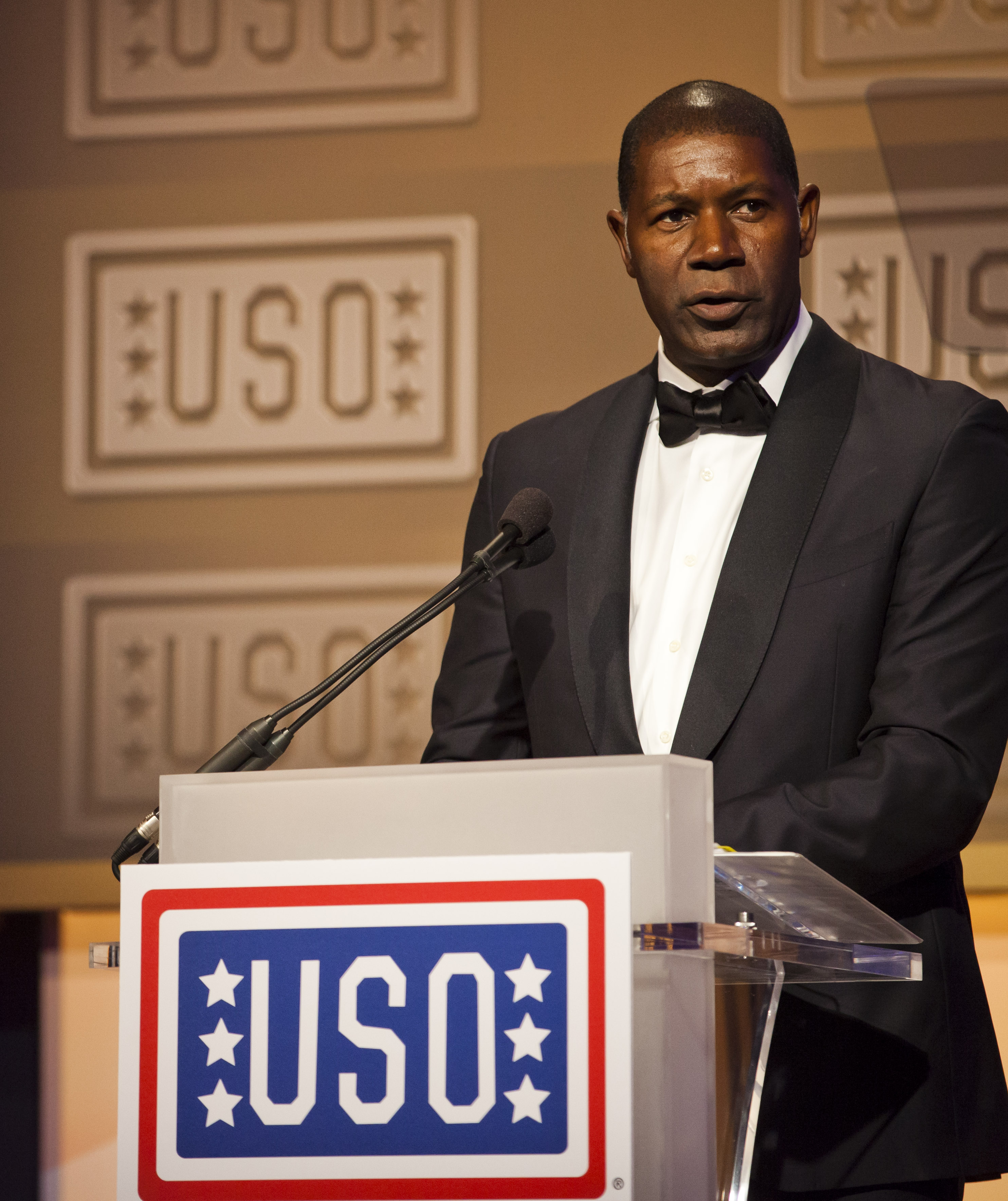
Dennis Haysbert în 2013 (ca Maestru de ceremonii la gala)

În martie 2013, Haysbert a narat documentarul The World Second to Dick Cheney pe canalul de televiziune Showtime. La 19 mai 2014, Haysbert a apărut în cel de-al cincilea episod al celui de-al patrulea sezon din The Boondocks ca reverendul Sturdy Harris. În 2015, Haysbert l-a jucat pe detectivul John Almond în Un detectiv de ispravă (Backstrom).
Din 6 septembrie 2015, Haysbert a fost vocea din deschidere emisiunii NBC Meet the Press.
Din noiembrie 2016, Haysbert a avut un rol principal în serialul SF Incorporated. Amplasat într-un viitor distopic condus de corporații, Haysbert îl interpretează pe Julian, un șef nemilos de securitate care lucrează pentru una dintre corporațiile cele mai mari. Ben Affleck și Matt Damon sunt producătorii executivi ai serialului, care a fost filmat în Columbia Britanică, Canada și a fost difuzat pe canalul Showcase⁠(d) în Canada și pe Syfy în SUA.
A interpretat rolul lui Dumnezeu în a doua jumătate a celui de-al cincilea sezon al serialului Netflix Lucifer.
La 20 august 2021, A&E a anunțat că Haysbert va găzdui o renaștere a serialului American Justice, înlocuindu-l pe vechiul narator Bill Kurtis⁠(d).

### Cinema

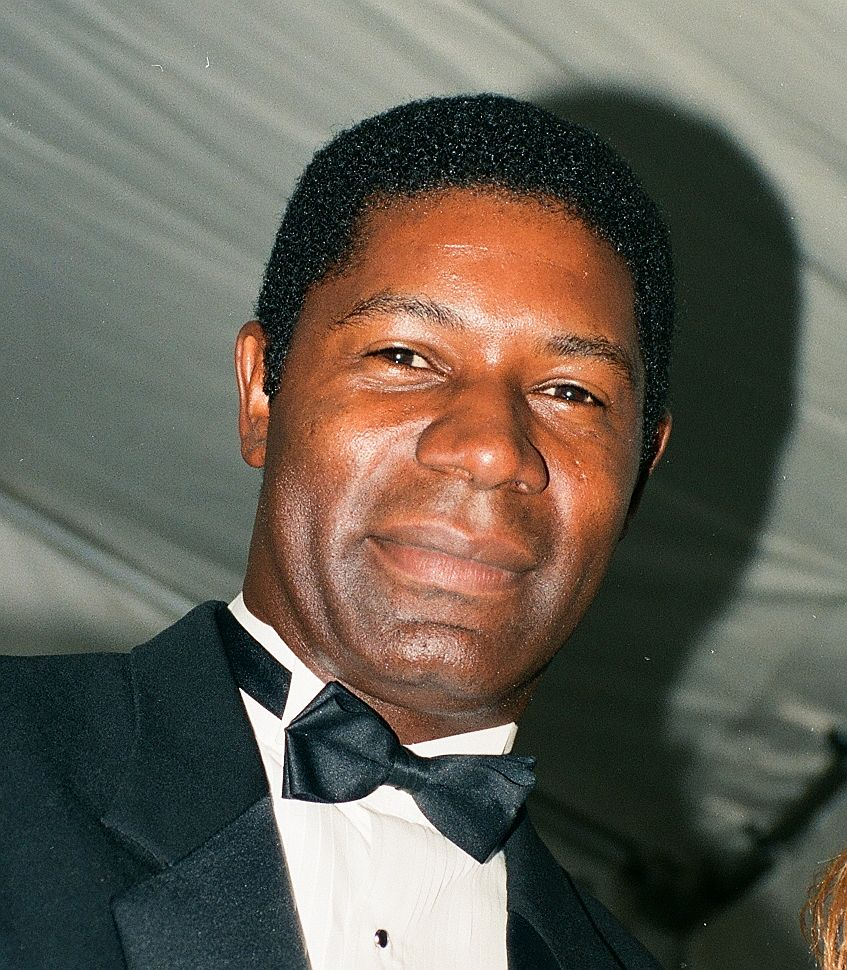
Haysbert în 1998

În 1989, Haysbert a jucat primul său rol important ca Pedro Cerrano, un jucător de baseball refugiat cubanez care practică voodoo, în Indienii din Cleveland (Major League). Haysbert a continuat cu un rol în Misiune de gradul zero (Navy SEALs) din anii 1990, alături de Charlie Sheen și Michael Biehn, înainte de a trece la un alt film de baseball, Domnul Baseball (Mr. Baseball) cu Tom Selleck și Art LaFleur.
În 1991, a jucat în K-9000, ca un ofițer de poliție pe nume Nick Sanrio. În 1992, a jucat împreună cu Michelle Pfeiffer în Câmpul dragostei, un film despre o serie de evenimente care au avut loc concomitent cu asasinarea și înmormântarea președintelui John F. Kennedy. 
În 1994, Haysbert și-a reluat rolul lui Pedro Cerrano în Indienii din Cleveland 2 (Major League II). Au urmat roluri minore în Unde ne sunt bărbații? (Waiting to Exhale), Obsesia și Puterea (Absolute Power).
În 1998, Haysbert a reluat rolul lui Cerrano în Indienii din Cleveland: Întoarcerea (Major League: Back to the Minors).
În 1999, Haysbert a jucat rolul unui detectiv de poliție în trei filme: Minus (The Minus Man), Etajul 13 și Ironia sorții (Random Hearts).
În 2000, Haysbert a jucat rolul lui Zeke McCall în Dragoste și baschet (Love &amp; Basketball).
În 2002, Haysbert a jucat rolul grădinarului Raymond Deagan în Departe de paradis (Far from Heaven). A câștigat trei premii (Premiul Satellite, Premiul Black Reel și Premiul Asociației Criticilor de Film din Washington DC) pentru cel mai bun actor în rol secundar pentru acel rol.
În 2005, a avut un rol secundar (ca maiorul Lincoln) în filmul lui Sam Mendes, Pușcași marini (Jarhead). În 2007, Haysbert a revenit pe marele ecran pentru a-l interpreta pe Nelson Mandela în Goodbye Bafana și un agent FBI în Breșă de securitate (Breach). În 2012, a interpretat vocea generalului Hologram în Ralph Strică-Tot și a servit ca judecător oficial alFestivalul de film iranian Noor. El l-a înlocuit pe decedatul Michael Clarke Duncan ca Manute în Sin City: Am ucis pentru ea (2014). În 2014, Haysbert a jucat rolul lui Dean Fairbanks în Dear White People și al generalului Lyons în Trezirea morților: Turnul de veghe (Dead Rising: Watchtower).
În 2019, a apărut în thrillerul psihologic de pe Netflix Obsesie secretă (Secret Obsession). Filmul a fost lansat la 18 iulie.

### Reclame
Din 2003, Haysbert a apărut ca purtătorul de cuvânt oficial al companiei de asigurări Allstate⁠(d). Reclamele sale se termină de obicei cu unul dintre cele două sloganuri oficiale ale Allstate Corporation, fie „Ești pe mâini bune?” sau „Aceasta este poziția lui Allstate”.
A apărut și în reclame Allstate în limba spaniolă cu replica „Con Allstate, Estás En Buenas Manos”. (Cu Allstate, ești pe mâini bune.) 
Ca purtător de cuvânt al Allstate, Haysbert a oficiat tragerea de monede înainte de Sugar Bowl din 2007⁠(d) dintre LSU⁠(d) și Notre Dame⁠(d).
În 2008, Haysbert a fost prezentat în reclame la televiziunea națională pentru a sensibiliza publicul cu privire la discriminarea în cazul creditării. Reclamele au fost comandate de Biroul pentru Locuințe Echitabile și Egalitate de Șanse⁠(d) al Departamentului pentru Locuințe și Dezvoltare Urbană din SUA⁠(d).
Haysbert este vocea din reclame Military Channel⁠(d) cu sloganul lor oficial: „The Military Channel. Du-te în spatele liniilor”.

### Jocuri video
Haysbert a lucrat și pentru diverse jocuri video, cum ar fi ca Irving Lambert⁠(d) în Tom Clancy's Splinter Cell: Pandora Tomorrow, ca naratorul din Call of Duty: Finest Hour. A reluat rolul său de televiziune ca David Palmer⁠(d) în 24: The Game.

### Teatru
În iunie 2010, Haysbert s-a alăturat distribuției piesei lui David Mamet⁠(d), Race, pe Broadway, ca personajul Henry Brown, cântând alături de actorii Eddie Izzard, Richard Thomas și Afton Williamson. Piesa a rulat până la 21 august 2010.

## Viață personală
Haysbert a fost căsătorit cu Elena Simms din 1980 până în 1984 și cu Lynn Griffith din 1989 până în 2001. Au doi copii.
Haysbert a anunțat în aprilie 2009 că va înființa o companie de producție. Primul său proiect urma să fie un documentar HBO despre un pugilist nou. 
În timpul alegerilor din California din 2010, Haysbert a susținut-o pe actuala democrată Barbara Boxer⁠(d), apărând cu ea la diverse evenimente de campanie și înregistrând reclame radio.

## Filmografie

### Filme de cinema
| An   | Titlu                                                  | Rol                                            | Note |
| ---- | ------------------------------------------------------ | ---------------------------------------------- | --- |
| 1979 | Scoring                                                | Lt. Harrigan                                   | |
| 1985 | A Summer to Remember⁠(d)                                | Șerif Pierce                                   | |
| 1989 | Indienii din Cleveland                                 | Pedro Cerrano                                  | |
| 1990 | Misiune de gradul zero⁠(d)                              | Chief Special Warfare Operator⁠(d) Billy Graham | |
| 1992 | Domnul Baseball⁠(d)                                     | Max "Hammer" Dubois                            | |
| 1992 | Câmpul dragostei⁠(d)                                    | Paul Cater                                     | |
| 1993 | Amnezia⁠(d)                                             | Clay Arlington                                 | |
| 1993 | Alex Haley's Queen⁠(d)                                  | Davis                                          | |
| 1994 | Indienii din Cleveland 2                               | Pedro Cerrano                                  | |
| 1995 | Obsesia                                                | Donald Breedan                                 | |
| 1995 | Unde ne sunt bărbații?⁠(d)                              | Kenneth Dawkins                                | |
| 1996 | Amanda                                                 | Seven/Sir Jordan                               | |
| 1997 | Puterea⁠(d)                                             | Tim Collin                                     | |
| 1998 | How to Make the Cruelest Month⁠(d)                      | Manhattan Parks                                | |
| 1998 | Indienii din Cleveland: Întoarcerea                    | Pedro Cerrano                                  | |
| 1998 | Standoff                                               | Ty 'Bama' Jones                                | |
| 1999 | The Minus Man⁠(d)                                       | Graves                                         | |
| 1999 | The Thirteenth Floor                                   | Detectiv Larry McBain                          | |
| 1999 | Random Hearts⁠(d)                                       | Detectiv George Beaufort                       | |
| 2000 | What's Cooking?⁠(d)                                     | Ronald Williams                                | |
| 2000 | Love & Basketball⁠(d)                                   | Zeke McCall                                    | |
| 2002 | Ticker⁠(d)                                              | FBI Agent                                      | Segment din seria BMW de scurtmetraje The Hire⁠(d) |
| 2002 | Far from Heaven⁠(d)                                     | Raymond Deagan                                 | Satellite pentru cel mai bun actor în rol secundar⁠(d) Washington D.C. Area Film Critics pentru cel mai bun actor în rol secundar⁠(d) Nominalizare — Chlotrudis Award⁠(d) pentru cel mai bun actor în rol secundar |
| 2003 | Sinbad: Legend of the Seven Seas                       | Kale                                           | Voce |
| 2005 | Jarhead⁠(d)                                             | Major Lincoln                                  | |
| 2007 | Goodbye Bafana⁠(d)                                      | Nelson Mandela                                 | |
| 2007 | Breach⁠(d)                                              | Dean Plesac                                    | |
| 2011 | The Details⁠(d)                                         | Lincoln                                        | |
| 2011 | Kung Fu Panda 2                                        | Master Storming Ox                             | Voce |
| 2011 | Kung Fu Panda: Secrets of the Masters⁠(d)               | Master Storming Ox                             | Voce |
| 2012 | LUV⁠(d)                                                 | Mr. Fish                                       | |
| 2012 | Wreck-It Ralph                                         | General Hologram                               | Voce |
| 2013 | Welcome to the Jungle⁠(d)                               | Mr. Crawford                                   | |
| 2013 | The Black Moses⁠(d)                                     | Sir. Lynden O. Pindling                        | |
| 2014 | Mr. Peabody & Sherman                                  | Judecător                                      | Voce |
| 2014 | Think Like a Man Too⁠(d)                                | Unchiul Eddie                                  | |
| 2014 | Life of a King⁠(d)                                      | Searcy                                         | |
| 2014 | Sin City: A Dame to Kill For                           | Manute                                         | |
| 2014 | Men, Women & Children⁠(d)                               | Secretluvur                                    | |
| 2014 | Sniper: Legacy⁠(d)                                      | Colonel Gabriel Stone                          | Direct-pe-video |
| 2014 | Dear White People⁠(d)                                   | The Dean                                       | |
| 2015 | Experimenter⁠(d)                                        | Ossie Davis⁠(d)                                 | |
| 2015 | Dead Rising: Watchtower⁠(d)                             | General Lyons                                  | Film digital |
| 2015 | Ted 2                                                  | Fertility Doctor                               | |
| 2016 | Jarhead 3: The Siege⁠(d)                                | Major Lincoln                                  | Direct-pe-video |
| 2016 | Dead Rising: Endgame⁠(d)                                | General Lyons                                  | Film digital |
| 2016 | Sniper: Ghost Shooter⁠(d)                               | Colonel Gabriel Stone                          | Direct-pe-video |
| 2017 | Fist Fight⁠(d)                                          | Superintendent Johnson                         | |
| 2017 | The Dark Tower                                         | Steven Deschain                                | |
| 2017 | Gol-goluț⁠(d)                                           | Reginald Swope                                 | |
| 2017 | Kodachrome                                             | Larry                                          | |
| 2019 | Breakthrough⁠(d)                                        | Dr. Garrett                                    | |
| 2019 | Secret Obsession⁠(d)                                    | Detectiv Frank Page                            | |
| 2019 | Se-ncinge treaba!⁠(d)                                   | Commander Richards                             | |
| 2022 | No Exit⁠(d)                                             | Ed                                             | Film în streaming |
| 2022 | Chip 'n Dale: Rescue Rangers⁠(d)                        | Zipper                                         | Film în streaming; voce |
| 2022 | Sniper: Rogue Mission                                  | Colonel Gabriel Stone                          | Direct-pe-video |
| 2023 | Flamin' Hot⁠(d)                                         | Clarence C. Baker                              | Film în streaming |
| 2023 | Sniper: G.R.I.T. – Global Response & Intelligence Team | Colonel Gabriel Stone                          | Direct-pe-video |
| 2024 | Summer Camp⁠(d)                                         | Tommy                                          | |
| TBA  | Silent Retreat⁠(d)                                      | TBA                                            | |
| TBA  | Lost & Found in Cleveland⁠(d)                           | TBA                                            | Post-producție |

### Televiziune
| An           | Titlu                              | Rol                         | Note |
| ------------ | ---------------------------------- | --------------------------- | --- |
| 1978         | Lou Grant⁠(d)                       | Victor                      | Episodul: "Schools" |
| 1979         | The White Shadow⁠(d)                | Basketball Player           | Episodul: "Wanna Bet?" |
| 1979         | Laverne & Shirley⁠(d)               | Navy Shore Patrolman        | Episodul: "What Do You Do with a Drunken Sailor?" |
| 1980         | Quincy M.E.⁠(d)                     | Fred                        | Episodul: "New Blood" |
| 1980         | The Incredible Hulk⁠(d)             | Guard                       | Episodul: "Nine Hours" |
| 1980         | Galactica 1980                     | Războinic colonial          | Episodul: "Space Croppers" (menționat greșit drept „Creatura”) |
| 1980–81      | Buck Rogers in the 25th Century⁠(d) | Various                     | 5 episoade |
| 1981         | Quincy M.E.⁠(d)                     | Driver                      | Episodul: "Headhunter" |
| 1981         | Grambling's White Tiger⁠(d)         | James "Shack" Harris        | Film TV |
| 1981–82      | Code Red⁠(d)                        | Stuff Wade                  | 8 episoade |
| 1983         | The A-Team                         | Psych Ward Staff            | Episodul: "One More Time" |
| 1984         | Dallas                             | Dr. Forbes                  | Episodul: "Killer at Large" |
| 1984         | Riptide⁠(d)                         | Odell                       | Episodul: "Father's Day" |
| 1984         | Gimme a Break!⁠(d)                  | Rev. Winfield               | Episodul: "Baby of the Family" |
| 1984–85      | Off the Rack⁠(d)                    | Cletus Maxwell              | 7 episoade |
| 1985         | Magnum P.I.⁠(d)                     | Lieutenant Jameson, USN     | Episodul: "Blood and Honor" |
| 1985         | What's Happening Now!!⁠(d)          | Polițist                    | Episodul: "I'll Be Homeless for Christmas" |
| 1985         | Growing Pains⁠(d)                   | Police Officer              | Episodul: "Weekend Fantasy" |
| 1986         | The Fall Guy⁠(d)                    | Jeremy Wolf                 | Episodul: "Trial by Fire" |
| 1986         | 227⁠(d)                             | Sgt. Banks                  | Episodul: "Redecorating Blues" |
| 1986         | Scarecrow and Mrs. King⁠(d)         | Kimambo                     | Episodul: "Billy's Lost Weekend" |
| 1986         | The Young and the Restless         | Ron Clark                   | 8 episoade |
| 1987         | Growing Pains⁠(d)                   | Officer Wright              | Episodul: "Gone But Not Forgotten" |
| 1987         | Knots Landing⁠(d)                   | Police Officer              | Episodul: "The Unraveling" |
| 1987         | Easy Street⁠(d)                     | Chip                        | Episodul: "The Country Club" |
| 1987         | Valerie⁠(d)                         | Dr. Ervin                   | Episodul: "Oedipus Wrecks" |
| 1987         | Our House⁠(d)                       | Unknown                     | Episodul: "Sounds from a Silent Clock: Part 2" |
| 1987         | The Facts of Life⁠(d)               | Sgt. Evans                  | Episodul: "Before the Fall" |
| 1988         | Growing Pains⁠(d)                   | Frank                       | Episodul: "State of the Union" |
| 1988         | Out of This World⁠(d)               | Rev. Williams               | Episodul: "a.k.a. Dad" |
| 1988         | Crime Story⁠(d)                     | Franklin Himes              | 2 episoade |
| 1988–89      | Just the Ten of Us⁠(d)              | Coach Duane Johnson         | 9 episoade |
| 1989         | Night Court⁠(d)                     | James Morgan                | Episodul: "Pen Pal" |
| 1989         | The Robert Guillaume Show⁠(d)       | Mr. Peterson                | Episodul: "Guaranteed Not to Shrink" |
| 1991         | K-9000⁠(d)                          | Nick Sanrio                 | Film TV |
| 1993         | Alex Haley's Queen⁠(d)              | Davis                       | Film TV |
| 1993         | Return to Lonesome Dove⁠(d)         | Jack Jackson                | 3 episoade |
| 1993         | American Playhouse⁠(d)              | Rev. Oliver Crawford        | Episodul: "Hallelujah" |
| 1998         | The New Batman Adventures          | Barkley James               | Voce, episodul: "Mean Seasons" |
| 1998–99      | Superman: The Animated Series⁠(d)   | Agent #1/Doctor #1          | Voce, 2 episoade |
| 1999         | Godzilla: The Series⁠(d)            | General Ekwensi             | Voce, episodul: "Monster Wars Part 1" |
| 1999–2000    | Now and Again⁠(d)                   | Dr. Theodore Morris         | 22 episoade Saturn Award for Best Supporting Actor on Television⁠(d) Nominalizare — Satellite Award for Best Actor – Television Series Drama⁠(d) |
| 2001         | Soul Food⁠(d)                       | Rick Grant                  | 2 episoade |
| 2001         | La Limita Imposibilului            | Joshua Finch                | Episodul: "Rule of Law" |
| 2001–06      | 24                                 | David Palmer⁠(d)             | 81 episoade Nominalizare — Golden Globe Award for Best Supporting Actor - Series, Miniseries or Television Film Nominalizare — Satellite Award for Best Supporting Actor - Television Series⁠(d) Nominalizare — NAACP Image Award for Outstanding Actor in a Drama Series⁠(d) (2003, 2004) Nominalizare — NAACP Image Award for Outstanding Supporting Actor in a Drama Series⁠(d) Nominalizare — Screen Actors Guild Award for Outstanding Performance by an Ensemble in a Drama Series⁠(d) (2003, 2005) |
| 2001–03      | Static Shock⁠(d)                    | Chief Barnsdale             | Voce, 4 episoade |
| 2001–04      | Justice League                     | Kilowog                     | Voce, 4 episoade |
| 2006–09      | The Unit⁠(d)                        | Sergeant Major Jonas Blane  | 69 episoade Nominalizare — NAACP Image Award for Outstanding Actor in a Drama Series⁠(d) (2007–2009) |
| 2013         | Newsreaders⁠(d)                     | Det. Fenster Landau         | Episodul: "CCSI: Boston" |
| 2013         | Axe Cop⁠(d)                         | Frog                        | Voce, episod: "Super Axe" |
| 2013–14      | Trophy Wife⁠(d)                     | Russ Bradley Morrison       | 2 episoade |
| 2014         | The Boondocks⁠(d)                   | Sturdy Harris               | Voce, episodul: "Freedom Ride or Die" |
| 2014         | How Murray Saved Christmas⁠(d)      | Narator                     | Special TV |
| 2015         | Blue Bloods⁠(d)                     | Ajutor de șerif Donald Kent | Episodul: "New Rules⁠(d)" |
| 2015         | Backstrom⁠(d)                       | Detectivul Almond           | 13 episoade |
| 2016         | The Grinder⁠(d)                     | Special Agent               | Episodul: "Delusions of Grinder" |
| 2016         | Brooklyn Nine-Nine                 | Bob Annderson               | 2 episoade |
| 2016         | Undercover⁠(d)                      | Rudy Jones                  | 5 episoade |
| 2016–17      | Incorporated                       | Julian                      | Rol secundar |
| 2017         | Shots Fired⁠(d)                     | Mr. Terry                   | Episodul: "Hour Two: Betrayal of Trust"; nemenționat |
| 2018         | Reverie⁠(d)                         | Charlie Ventana             | Rol secundar |
| 2019–21      | Puppy Dog Pals                     | Crash                       | Voce; 2 episoade |
| 2019         | Surveillance                       | Barry Wilkinson             | Film TV |
| 2020         | Home Movie: The Princess Bride⁠(d)  | Prince Humperdinck          | Episodul: "Chapter Eight: Ultimate Suffering" |
| 2020–2021    | Lucifer                            | God⁠(d)                      | 5 episoade |
| 2021         | Stăpânii universului: Revelația⁠(d) | King Grayskull⁠(d)           | Voce |
| 2021–prezent | American Justice⁠(d)                | Narator                     | 23 episoade |
| 2023         | Paul T. Goldman⁠(d)                 | Agent Portman               | 2 episoade |

### Jocuri video
| An   | Titlu                                        | Rol             | Note |
| ---- | -------------------------------------------- | --------------- | ---- |
| 2004 | Tom Clancy's Splinter Cell: Pandora Tomorrow | Irving Lambert  |      |
| 2004 | Call of Duty: Finest Hour                    | Narator         |      |
| 2006 | 24: The Game⁠(d)                              | David Palmer⁠(d) |      |

### Teatru
| An   | Titlu   | Rol         | Note |
| ---- | ------- | ----------- | ---- |
| 2010 | Race⁠(d) | Henry Brown |      |